# Snäfridr
Snäfridr was de vrouw van Harald Harfirgi, een Oudnoordse koning uit de middeleeuwse IJslandse Haraldssaga.

## Verhaal
Volgens het verhaal stierf Snäfridr plotseling, maar haar lichaam zag er zó rozig uit dat het net leek alsof ze nog leefde. De koning legde haar daarom in een glazen doodskist en hield drie jaar de wacht in de hoop dat ze weer bĳ kennis zou komen.

## Sneeuwwitje
Het verhaal is waarschijnlijk de voorloper van het latere sprookje Sneeuwwitje.